# Gran Premio d'Arabia Saudita 2024
Il Gran Premio d'Arabia Saudita 2024 è stata la seconda prova della stagione 2024 del campionato mondiale di Formula 1. La gara si è tenuta sabato 9 marzo sul circuito cittadino di Gedda ed è stata vinta dall'olandese Max Verstappen su Red Bull Racing-Honda RBPT, al cinquantaseiesimo successo in carriera; Verstappen ha preceduto all'arrivo il suo compagno di squadra, il messicano Sergio Pérez, e il monegasco Charles Leclerc su Ferrari.

## Vigilia

### Aspetti tecnici
Per questo Gran Premio la Pirelli, fornitore unico degli pneumatici, offre la scelta tra gomme di mescola C2, C3 e C4, la tipologia di pneumatici che caratterizza la gamma centrale del genere di coperture messe a disposizione dall'azienda italiana, la stessa opzione scelta fin dall'edizione inaugurale del Gran Premio, nel 2021, alla luce di un asfalto piuttosto liscio. Poco dopo la conclusione del precedente campionato, la Pirelli nomina allo stesso tempo la scelta dei pneumatici per il successivo Gran Premio d'Australia.
La Federazione conferma le tre zone del Drag Reduction System utilizzate dalla prima edizione della gara. La prima zona è fissata sul rettilineo principale di partenza, con detection point posto all'uscita della curva 27, la seconda zona è stabilita tra l'uscita della curva 19 e la curva 22, con detection point fissato all'uscita della curva 17, la terza zona è determinata tra l'entrata della curva 25 e la curva 27, con detection point fissato all'entrata della curva 22. Il circuito di Gedda fu il primo della storia del campionato mondiale a presentare, fin dalla sua realizzazione, tre zone per l'utilizzo del dispositivo. Nell'edizione precedente, il detection point per la zona DRS posta sul rettilineo principale fu spostato più avanti, venendo posizionato all'uscita della curva 27. Il punto di attivazione della zona fu anch'esso mutato, venendo spostato più avanti.
Prima della prima sessione di prove libere del venerdì, sulla vettura di Sergio Pérez viene installata la seconda scatola del cambio e la seconda trasmissione. Il pilota messicano della Red Bull Racing non è penalizzato sulla griglia di partenza in quanto i nuovi componenti installati rientrano tra quelli utilizzabili nel numero massimo stabilito dal regolamento tecnico.

### Aspetti sportivi
Il Gran Premio rappresenta il secondo appuntamento stagionale a distanza di una settimana dalla disputa del Gran Premio del Bahrein, gara d'apertura del campionato. Per la prima volta in stagione, il calendario prevede una prova a distanza di una settimana dall'altra. Il Gran Premio d'Arabia Saudita è la seconda gara consecutiva corsa in Medio Oriente, nonché la seconda e penultima prove nel mese di marzo. La gara si disputa in notturna come fin dall'edizione inaugurale, e stabilita come secondo appuntamento stagionale per il terzo campionato consecutivo. Per la prima volta in stagione, la massima categoria disputa un appuntamento sulla tipologia di circuito cittadino. In questa edizione il Gran Premio viene disputato nella giornata di sabato per evitare un conflitto con il Ramadan, che inizia il giorno successivo alla disputa della gara; di conseguenza, anche il precedente Gran Premio del Bahrein è stato corso di sabato per rispettare le normative che richiedono un minimo di una settimana tra la disputa di due Gran Premi. Tutte le sessioni vengono anticipate quindi di un giorno. Il contratto per l'inserimento della gara nel calendario mondiale ha una valenza fino al termine della stagione 2030. Sponsor del Gran Premio, come fin dalla prima edizione, è la multinazionale locale di telefonia mobile STC.
Presente nel calendario del campionato mondiale fin dalla stagione 2021, il Gran Premio vede la disputa della quarta edizione, la terza consecutiva nel mese di marzo, dopo quella inaugurale corsa in dicembre. Nella storia della Formula 1, è il quinto Gran Premio ospitato da una nazione del Medio Oriente, dopo i Gran Premi di Bahrein, Abu Dhabi, Sakhir e Qatar. Sede dell'appuntamento è il Jeddah Corniche Circuit, che si snoda nel porto della città, sulle rive del Mar Rosso. Dopo aver ospitato i Gran Premi sauditi per le stagioni 2021 e 2022, era previsto che venisse sostituito dall'autodromo di Qiddiya a partire dall'edizione 2023, prima che il Gran Premio fosse mantenuto sulla stessa pista. A gennaio 2023 viene reso noto dagli organizzatori che il Gran Premio d'Arabia Saudita verrà mantenuto a Gedda almeno fino al 2027, mentre i lavori per la costruzione dell'impianto permanente nella nuova località proseguiranno. Il circuito di Gedda è, fra tutti quelli utilizzati nel calendario del campionato mondiale, quello con il più alto numero di curve, 27, di cui 11 a destra e 16 a sinistra, nonché il più veloce tracciato cittadino presente in calendario, secondo solo all'Autodromo nazionale di Monza, sede del Gran Premio d'Italia, come velocità media di percorrenza, e il terzo più lungo dopo quello di Spa-Francorchamps, sede del Gran Premio del Belgio, e quello di Las Vegas, sede del Gran Premio omonimo. Esso inoltre presenta una pendenza di 12 gradi alla curva 13.
L'edizione inaugurale del Gran Premio è stata vinta dal pilota britannico della Mercedes, Lewis Hamilton, il quale rappresenta il successo più recente dei 103 totali del sette volte campione del mondo. Le successive edizioni sono state vinte dai due piloti della Red Bull Racing: l'olandese Max Verstappen nel 2022 e il messicano Sergio Pérez nel 2023. Hamilton e Pérez hanno trionfato partendo dalla pole position, Verstappen dalla quarta posizione. L'olandese ha concluso secondo nelle due gare che non ha vinto, ed è il pilota con più successo sul circuito saudita. Nessun altro pilota ha terminato a podio più di una volta. La seconda posizione dell'edizione precedente è arrivata dopo essere partito quindicesimo a seguito della rottura dell'albero di trasmissione in qualifica. Due delle tre pole position in carriera ottenute da Pérez sono state ottenute su questa pista: la prima partenza al palo fu conquistata nel 2022, al duecentodiciassettesimo Gran Premio, e la seconda nell'edizione precedente. La terza è stata appannaggio del Gran Premio di Miami 2023. Il messicano è il pilota con il maggior numero di giri condotti in testa, 61, seguito da Verstappen con 37. Altri quattro piloti hanno condotto la gara: il monegasco Charles Leclerc (30 giri), Hamilton (18), lo spagnolo Fernando Alonso (3), e il francese Esteban Ocon (1). Il terzo posto di Alonso nell'edizione precedente è stato il centesimo podio in carriera. Successivamente ne ha ottenuti sei, eguagliando Alain Prost al quarto posto nella classifica di tutti i tempi. Dei piloti in attività, Verstappen è subito dietro, dopo l'ottenimento del novantanovesimo podio nel precedente Gran Premio del Bahrein. Le tre corse disputate finora sono state vinte con una strategia a una sosta, con partenza con gomme medie per montare poi quelle dure. In tutti e tre i Gran Premi, solo quarantasette giri sono stati completati con gomme morbide.
Il direttore tecnico Matt Harman e il responsabile dell'aerodinamica Dirk de Beer lasciano i rispettivi incarichi alla scuderia francese Alpine. L'abbandono diventa effettivo nel mese di aprile. Per la loro sostituzione, viene ufficializzato l'ingresso di Ciaron Pilbeam come direttore tecnico delle prestazioni, insieme a Joe Burnell per l'ingegneria e David Wheater per l'aerodinamica. Bob Bell passa invece alla scuderia inglese Aston Martin dove va a ricoprire il ruolo di direttore tecnico-esecutivo.
L'ex pilota di Formula 1 Vitantonio Liuzzi è nominato commissario aggiunto. L'italiano ha svolto in passato, in diverse occasioni, tale funzione, l'ultima nel Gran Premio di Abu Dhabi 2023. È la casa automobilistica inglese Aston Martin a fornire la safety car e la medical car.

## Prove

### Resoconto
La prima sessione di prove libere vede al comando Max Verstappen che, con gomme soft, ottiene una prestazione comunque più lenta di quella della analoga sessione della stagione precedente. L'ora di prove è stata caratterizzata da un grosso equilibrio: i primi otto tempi sono racchiusi in meno di sei decimi. Alle spalle del campione del mondo si sono inseriti Fernando Alonso e Sergio Pérez. Le Ferrari hanno chiuso col quinto e sesto tempo, ma hanno dimostrato una buona competitività nella simulazione di gara. Sainz Jr., nonostante le non perfette condizioni fisiche, ha preso regolarmente parte alla sessione. Alexander Albon è finito contro un muretto, nella parte rapida del tracciato, danneggiando la parte anteriore della sua Williams. La monoposto è stata riparata nel corso della sessione, tanto che il pilota thailandese ha chiuso col decimo tempo.
La seconda sessione è iniziata con dieci minuti di ritardo, per la necessità di controllare un tombino della pit lane. Alonso, secondo nella prima sessione, è stato il migliore, con un tempo sensibilmente più basso di quello più rapido della seconda sessione del 2023. Lo spagnolo si è dimostrato performante anche con gomme medie. George Russell ha chiuso col secondo tempo, davanti a Verstappen. Il campione del mondo è sembrato molto più competitivo sul passo di gara. La Ferrari ha confermato la sua capacità d'uso delle gomme morbide per la gara, mentre le altre scuderie hanno provato maggiormente le gomme medie. Hamilton, con l'altra Mercedes, ha presentato dei problemi di saltellamento, poi un depotenziamento del motore.
Al termine della seconda sessione di prove libere del venerdì, Lewis Hamilton e Logan Sargeant vengono convocati dai commissari sportivi in quanto il pilota britannico ha ostacolato quello statunitense alla curva 11. Hamilton riceve un avvertimento, mentre la Mercedes viene sanzionata di 15 000 euro da parte della Federazione. La riunione dei piloti, la copertura delle vetture e il coprifuoco vengono posticipati di dieci minuti.
Carlos Sainz Jr. non prende parte alla terza sessione di prove libere ed è costretto a saltare il resto del Gran Premio in quanto gli è stata rilevata un'appendicite. Egli viene sostituito dal pilota di riserva della Ferrari e di Formula 2 per il team Prema Racing, il britannico Oliver Bearman, il quale sceglie il 38 come numero di gara. Per Bearman è il debutto in un Gran Premio di Formula 1. Il britannico, il terzo più giovane di sempre a esordire nella massima categoria, è il primo pilota a debuttare nel campionato mondiale di Formula 1 in stagione con la Ferrari dal Gran Premio di Gran Bretagna 1972 con Arturo Merzario, nonché il pilota esordiente più giovane di sempre per la scuderia di Maranello e il quattordicesimo di nazionalità britannica. L'ultimo utilizzo, in gara, del numero 38, risale al Gran Premio del Canada 1989 con Christian Danner.
Prima dell'inizio della sessione, sulla vettura di Alexander Albon viene installata la seconda unità relativa al sistema di recupero dell'energia e all'unità di controllo elettronico. Sulla vettura di Valtteri Bottas la seconda unità relativa all'unità di controllo elettronico. Entrambi i piloti non sono penalizzati sulla griglia di partenza in quanto i nuovi componenti installati rientrano tra quelli utilizzabili nel numero massimo stabilito dal regolamento tecnico. Sulla vettura di Max Verstappen e Carlos Sainz Jr., ora guidata da Bearman, viene installata la seconda scatola del cambio e la seconda trasmissione. Entrambi i piloti non sono penalizzati sulla griglia di partenza in quanto i nuovi componenti installati rientrano tra quelli utilizzabili nel numero massimo stabilito dal regolamento tecnico.
Verstappen è il migliore anche nella terza sessione di prove libere. Alle sue spalle, a meno di due decimi di secondo, si è piazzato Leclerc, capace di precedere l'altro pilota della Red Bull Racing, Pérez, per tre decimi. Bearman, pilota esordiente con la Ferrari, ha colto il decimo tempo di sessione, con un solo tentativo con gomme soft. A diciassette minuti dal termine, la sessione è stata interrotta, con bandiera rossa, a causa di un incidente, che ha coinvolto Zhou Guanyu. Il pilota della Sauber ha perso il controllo della sua monoposto, alla curva 7, finendo contro le barriere, alla curva seguente. La vettura è molto danneggiata, ma il pilota rimane incolume. Anche Logan Sargeant è stato protagonista di un piccolo incidente, colpendo le barriere nello stesso punto ove era capitato a Stroll al giovedì, perdendo la sospensione anteriore sinistra.

### Risultati
Nella prima sessione del giovedì si è avuta questa situazione:
| Pos | Nº | Pilota          | Costruttore                  | Tempo    | Gap    | Giri |
| --- | -- | --------------- | ---------------------------- | -------- | ------ | ---- |
| 1   | 1  | Max Verstappen  | Red Bull Racing-Honda RBPT   | 1'29"659 |        | 24   |
| 2   | 14 | Fernando Alonso | Aston Martin Aramco-Mercedes | 1'29"845 | +0"186 | 24   |
| 3   | 11 | Sergio Pérez    | Red Bull Racing-Honda RBPT   | 1'29"868 | +0"209 | 23   |

Nella seconda sessione del giovedì si è avuta questa situazione:
| Pos | Nº | Pilota          | Costruttore                  | Tempo    | Gap    | Giri |
| --- | -- | --------------- | ---------------------------- | -------- | ------ | ---- |
| 1   | 14 | Fernando Alonso | Aston Martin Aramco-Mercedes | 1'28"827 |        | 28   |
| 2   | 63 | George Russell  | Mercedes                     | 1'29"057 | +0"230 | 24   |
| 3   | 1  | Max Verstappen  | Red Bull Racing-Honda RBPT   | 1'29"158 | +0"331 | 27   |

Nella sessione del venerdì si è avuta questa situazione:
| Pos | Nº | Pilota          | Costruttore                | Tempo    | Gap    | Giri |
| --- | -- | --------------- | -------------------------- | -------- | ------ | ---- |
| 1   | 1  | Max Verstappen  | Red Bull Racing-Honda RBPT | 1'28"412 |        | 13   |
| 2   | 16 | Charles Leclerc | Ferrari                    | 1'28"608 | +0"196 | 16   |
| 3   | 11 | Sergio Pérez    | Red Bull Racing-Honda RBPT | 1'28"906 | +0"494 | 13   |

## Qualifiche

### Resoconto
Prima dell'inizio delle qualifiche, sulla vettura di Zhou Guanyu viene installata la seconda scatola del cambio e la seconda trasmissione. Il pilota cinese della Sauber non è penalizzato sulla griglia di partenza, in quanto i nuovi componenti installati rientrano tra quelli utilizzabili nel numero massimo stabilito dal regolamento tecnico. La scuderia elvetica tenta di riparare, in tempo per le qualifiche, la monoposto del pilota cinese, incidentata nel corso delle libere del pomeriggio.
Nico Hülkenberg chiude per primo il giro, venendo, però, subito preceduto dal duo della McLaren; in seguito è il turno della coppia dell'Aston Martin a prendere la vetta della classifica, con Alonso davanti a Stroll. Hamilton e Russell affrontano il loro primo tentativo con gomme medie, ma i riscontri cronometrici non sono confortanti. Leclerc chiude, invece, secondo, alle spalle di Alonso. Magnussen scala terzo, mentre Oscar Piastri fa meglio, ed è primo. Norris chiude a soli 0"050 dal compagno di scuderia. Risale anche Bearman, che è quarto, proprio davanti a Leclerc. Sergio Pérez resta a soli sei millesimi dal tempo dell'australiano, prima che Verstappen, con 1'28"491, si porti al vertice. Leclerc e Alonso si riportano al secondo e terzo posto, rispettivamente. Russell viene ammonito con bandiera bianco-nera, per aver toccato, con le gomme, la linea di entrata box, mentre Stroll vede annullato il suo crono, per il mancato rispetto dei limiti della pista. Le Mercedes, a rischio di eliminazione, optano, ora, per gomme soft. Hamilton è settimo, mentre Russell scala quarto. Leclerc segna la migliore prestazione, con 1'28"318. Hülkenberg rimonta decimo, davanti a Kevin Magnussen. Zhou riesce a prendere la pista, quando manca 1 minuto e 50 secondi al termine della sessione, ma non riesce a completare il suo tentativo. Torna terzo Pérez mentre Verstappen abbassa il limite, a 1'28"171. Vengono eliminati Bottas, Ocon, Gasly, Sargeant e Zhou.
All'inizio della Q2 Hülkenberg è vittima di una perdita di potenza sulla power unit della sua Haas e deve fermarsi a bordo pista. Nel frattempo Lewis Hamilton chiude in 1'28"680, battuto da Russell (1'28"608). Poco dopo la sessione è interrotta, brevemente, con bandiera rossa, per permettere il recupero della vettura di Hülkenberg. Ciò penalizza Bearman, che stava chiudendo con un buon tempo. Alla ripresa della sessione si porta al comando Pérez, che sarà battuto, ancora una volta, da Verstappen (1'28"078). Alonso rimane a soli 0"044 dal tempo del campione del mondo. Anche Leclerc, terzo, è vicino al pilota della Red Bull Racing, staccato di 0"101. Risale quarto Piastri, scavalcato, subito, da Lando Norris. Col secondo tentativo Russell progredisce al quinto posto, mentre Daniel Ricciardo non si migliora. Yuki Tsunoda sale ottavo, mentre Bearman non va oltre l'undicesimo tempo. Si migliora anche Verstappen (1'28"033), così come Leclerc, che s'intercala tra l'olandese e Alonso. Vengono eliminati Bearman, Albon, Magnussen, Ricciardo e Hülkenberg.
Nella fase conclusiva Hamilton registra il tempo di riferimento: 1'28"807; l'ex campione del mondo è immediatamente preceduto da George Russell, in 1'28"316. Piastri rimane a 0"009 da Russell; più lontano è Norris, a tre decimi. Pérez chiude in 1'27"808, prima che Max Verstappen scali primo, con 1'27"472. Il pilota della Red Bull Racing non viene scalzato nemmeno dall'arrivo di Leclerc, quarto. Nel secondo tentativo veloce Hamilton si migliora, ma è solo settimo; Norris sale quarto, battuto, però, da Oscar Piastri. Pérez non è capace di limare il suo primo tempo, come fa, invece, Charles Leclerc, che chiude secondo. Alonso resta quarto, mentre Verstappen non abbassa la sua prima prestazione.
Max Verstappen conquista la trentaquattresima pole position in carriera, la seconda in stagione, nonché consecutiva, e la prima nel Gran Premio d'Arabia Saudita. Il campione del mondo, con la sessantesima prima fila, eguaglia Nico Rosberg al sesto posto di tutti i tempi. Per la Red Bull Racing è la novantasettesima partenza in prima posizione della storia, la seconda del campionato, nonché consecutiva, e la terza generale in questo appuntamento, confermandosi in prima piazza per il terzo anno di fila dopo le due precedenti pole position appartenenti a Pérez. Per Leclerc, secondo, è la settima partenza consecutiva in prima fila, la striscia attuale più lunga. Il monegasco ottiene la trentaquattresima prima fila in carriera eguagliando René Arnoux e Rubens Barrichello al ventitreesimo posto di sempre. Pérez, terzo, parte nei primi tre solamente per la seconda volta negli ultimi diciannove Gran Premi. 
Alonso è qualificato due posizioni più in alto rispetto al precedente Gran Premio del Bahrein, mancando la prima fila per soli 0"055. Per lo spagnolo è la miglior prestazione in qualifica dal Gran Premio di San Paolo 2023. Piastri fa meglio di Norris in qualifica sul circuito saudita per la seconda edizione consecutiva. La quinta posizione dell'australiano è la miglior partenza di sempre per la McLaren in questo appuntamento. Norris è sesto, alla posizione di partenza più alta nel Gran Premio d'Arabia Saudita, dopo l'eliminazione in Q1 nel 2023. Con l'ottava posizione, per Hamilton è al seconda qualifica dove ottiene una prestazione pari o inferiore all'ottava piazza. Russell fa meglio di Hamilton in qualifica per la quarta gara consecutiva. Quest'ultimo è battuto per quattro volte di fila dal compagno di scuderia per la prima volta dal 2015 quando Nico Rosberg fece meglio di Hamilton per sei qualifiche consecutive. Russell non è mai stato sopravanzato dal compagno di scuderia in qualifica sul circuito di Gedda. Tsunoda raggiunge il Q3 solamente per la terza volta nelle ultime diciotto gare, e sopravanza il compagno di squadra Ricciardo in qualifica nella seconda gara di fila. Stroll è qualificato nell'ultima fase solamente per la seconda volta nelle ultime dodici gare, dopo essere stato terzo in griglia nel Gran Premio di San Paolo 2023. Magnussen si qualifica nella stessa tredicesima posizione dell'edizione precedente, mentre Ricciardo è quattordicesimo per la seconda gara consecutive in stagione. Ocon e Gasly, che avevano sempre ottenuto il Q3 in tutte le precedenti edizioni, sono eliminati nella prima fase.
Verstappen ottiene la pole position nel ventiduesimo Gran Premio e sul ventesimo circuito differente, superando il totale in carriera di Michael Schumacher. Il tempo della partenza al palo dell'olandese di 1'27"472 rappresenta il rilievo cronometrico più rapido mai ottenuto sulla pista saudita, con una media di 254,097 km/h. È la velocità media più alta sul giro su qualsiasi circuito diverso dall'Autodromo nazionale di Monza dalla pole position di Nigel Mansell nel Gran Premio di Gran Bretagna 1990 corso sul circuito di Silverstone su una vecchia configurazione. Il precedente primato apparteneva a Hamilton che nell'edizione inaugurale del 2021 ottenne il tempo di 1'27"511, sempre valevole per la pole position, con una media di 253,984 km/h. Per la terza gara consecutiva e per la quarta volta nelle ultime cinque gare la prima fila è occupata da Verstappen e da Leclerc. I due piloti condividono la prima per la quinta gara di fila, in qualsiasi ordine. I cinque piloti eliminati nella prima fase sono gli stessi di quelli che non sono riusciti a qualificarsi per il Q2 nella precedente gara in Bahrein.
Sono stati cancellati quattro tempi dai commissari sportivi ai piloti per non aver rispettato i limiti della pista, durante le qualifiche. Si sono visti cancellare il tempo Lance Stroll (alla curva 23), Kevin Magnussen (alla curva 8), Oliver Bearman (alla curva 4) e Alexander Albon (alla curva 23). Bearman e Sergio Pérez non ricevono sanzioni da parte dei commissari sportivi, per non aver rispettato le istruzioni stabilite dalla direzione gara. Entrambi i piloti hanno superato il tempo limite di un minuto e 50 secondi valevole tra la seconda linea della safety car e la prima di essa. Bearman nel corso del nono giro in Q1 e del diciassettesimo in Q2, mentre Pérez nel corso del ventesimo in Q3.

### Risultati
Nella sessione di qualifica si è avuta questa situazione:
| Pos                         | Nº | Pilota           | Costruttore                  | Q1          | Q2          | Q3       | Griglia |
| --------------------------- | -- | ---------------- | ---------------------------- | ----------- | ----------- | -------- | ------- |
| 1                           | 1  | Max Verstappen   | Red Bull Racing-Honda RBPT   | 1'28"171    | 1'28"033    | 1'27"472 | 1       |
| 2                           | 16 | Charles Leclerc  | Ferrari                      | 1'28"318    | 1'28"112    | 1'27"791 | 2       |
| 3                           | 11 | Sergio Pérez     | Red Bull Racing-Honda RBPT   | 1'28"638    | 1'28"467    | 1'27"807 | 3       |
| 4                           | 14 | Fernando Alonso  | Aston Martin Aramco-Mercedes | 1'28"706    | 1'28"122    | 1'27"846 | 4       |
| 5                           | 81 | Oscar Piastri    | McLaren-Mercedes             | 1'28"755    | 1'28"343    | 1'28"089 | 5       |
| 6                           | 4  | Lando Norris     | McLaren-Mercedes             | 1'28"805    | 1'28"479    | 1'28"132 | 6       |
| 7                           | 63 | George Russell   | Mercedes                     | 1'28"749    | 1'28"448    | 1'28"316 | 7       |
| 8                           | 44 | Lewis Hamilton   | Mercedes                     | 1'28"994    | 1'28"606    | 1'28"460 | 8       |
| 9                           | 22 | Yuki Tsunoda     | RB-Honda RBPT                | 1'28"988    | 1'28"564    | 1'28"547 | 9       |
| 10                          | 18 | Lance Stroll     | Aston Martin Aramco-Mercedes | 1'28"250    | 1'28"578    | 1'28"572 | 10      |
| 11                          | 38 | Oliver Bearman   | Ferrari                      | 1'28"984    | 1'28"642    | N.D.     | 11      |
| 12                          | 23 | Alexander Albon  | Williams-Mercedes            | 1'29"107    | 1'28"980    | N.D.     | 12      |
| 13                          | 20 | Kevin Magnussen  | Haas-Ferrari                 | 1'29"069    | 1'29"020    | N.D.     | 13      |
| 14                          | 3  | Daniel Ricciardo | RB-Honda RBPT                | 1'29"065    | 1'29"025    | N.D.     | 14      |
| 15                          | 27 | Nico Hülkenberg  | Haas-Ferrari                 | 1'29"055    | senza tempo | N.D.     | 15      |
| 16                          | 77 | Valtteri Bottas  | Kick Sauber-Ferrari          | 1'29"179    | N.D.        | N.D.     | 16      |
| 17                          | 31 | Esteban Ocon     | Alpine-Renault               | 1'29"475    | N.D.        | N.D.     | 17      |
| 18                          | 10 | Pierre Gasly     | Alpine-Renault               | 1'29"479    | N.D.        | N.D.     | 18      |
| 19                          | 2  | Logan Sargeant   | Williams-Mercedes            | 1'29"526    | N.D.        | N.D.     | 19      |
| Tempo limite 107%: 1'34"342 |    |                  |                              |             |             |          |         |
| NQ                          | 24 | Zhou Guanyu      | Kick Sauber-Ferrari          | senza tempo | N.D.        | N.D.     | 20      |

In grassetto sono indicate le migliori prestazioni in Q1, Q2 e Q3.

## Gara

### Resoconto

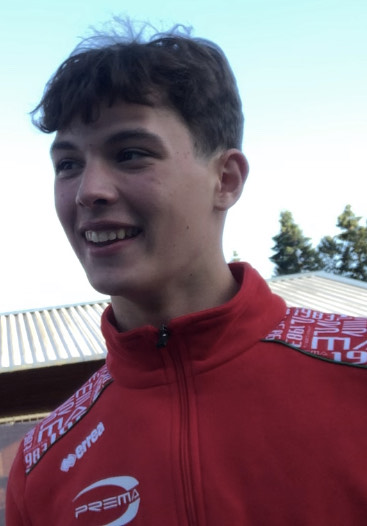
Il 18enne Oliver Bearman, terzo pilota della Ferrari, debutta in Formula 1 nel fine settimana di Gedda in sostituzione dell'indisponibile Sainz Jr.; il britannico chiude il Gran Premio al 7º posto, divenendo il più giovane pilota nella storia del Cavallino a ottenere punti.

Tutti i concorrenti, a eccezione di Bearman e Bottas, che usano gomme soft, optano, in partenza, per le gomme a mescola media.
Verstappen mantiene il comando della gara, mentre Sergio Pérez attacca, senza successo, Leclerc. Seguono poi Alonso, le due McLaren e le due Mercedes. Piastri è capace di passare Alonso, già nel secondo giro, mentre Pérez prende la seconda posizione a Leclerc, al quarto. Al settimo giro Lance Stroll rovina la sospensione anteriore sinistra toccando un muretto, perde il controllo della vettura e finisce contro le barriere. La gara vede l'entrata in pista della safety car. Approfittano della situazione, per il cambio gomme, tra i piloti di testa, Verstappen, Pérez, Leclerc, Piastri, Alonso, Russell, Tsunoda e Bearman.
Quando il Gran Premio ricomincia nella sua valenza agonistica, Lando Norris si trova in vetta, davanti a Verstappen, Hamilton, Pérez, Leclerc e Piastri. Già al tredicesimo giro Verstappen riprende il comando, mentre, più dietro, Pérez scala terzo, passando Lewis Hamilton. Poco dopo i commissari comminano cinque secondi di penalità al messicano della Red Bull Racing, per essere stato rimandato in gara, dopo il pit stop, in maniera pericolosa, al sopraggiungere di Alonso. Al quindicesimo giro Leclerc supera Hamilton, mentre si accende la lotta tra quest'ultimo e Piastri, per il quinto posto. Tre giri dopo Pérez prende la seconda posizione a Norris. Il pilota della McLaren cede anche la terza piazza, a Charles Leclerc, al ventisettesimo passaggio.
Dopo 32 giri Verstappen comanda, con 8" di vantaggio su Pérez e 17" su Leclerc. Piastri affianca Hamilton, al trentacinquesimo giro, ma senza riuscire a passarlo. Tra il trentasettesimo e il trentottesimo giro si fermano, per la sosta, prima Hamilton, poi Norris. Quest'ultimo è ottavo, davanti a Hamilton, nono. Ciò consente a Oliver Bearman di scalare settimo, alle spalle di George Russell. Al trentottesimo giro Hamilton segna il giro veloce, si avvicina a Norris che, per la sua difesa, subisce l'esposizione della bandiera bianconera. I due si avvicinano a Bearman, che però è capace di mantenere agevolmente la posizione. Nell'ultimo giro sia Verstappen che Leclerc cercano di ottenere il punto addizionale, previsto per chi fa il giro veloce: la spunta il monegasco, con 141 millesimi di margine.
Max Verstappen vince il cinquantaseiesimo Gran Premio in carriera, la seconda vittoria in stagione, nonché consecutiva. Per il tre volte campione del mondo è il secondo successo nel Gran Premio d'Arabia Saudita dopo l'edizione del 2022. Per la Red Bull Racing, alla seconda vittoria stagionale e consecutiva, è il terzo successo complessivo in questo appuntamento, nonché consecutivo, e la centoquindicesima vittoria della propria storia. Il costruttore austriaco segna la seconda doppietta consecutiva e la trentesima della propria storia. La squadra registra due doppiette nelle prime due gare per la seconda stagione di fila. Pérez ottiene la seconda posizione per la seconda gara consecutiva, nonostante la penalità di cinque secondi, non avendo terminato così in alto in nessuna delle ultime otto gare del campionato precedente. Con la terza posizione di Leclerc, la Ferrari è l'unica squadra diversa dalla Red Bull Racing a finire sul podio in stagione.
Piastri termina quarto con la McLaren, che non ha concluso tra i primi cinque in nessuna delle prime otto gare della scorsa stagione. Il risultato dell'australiano è il migliore di sempre per la scuderia di Woking sul circuito di Gedda. Alonso, quinto, ottiene punti nelle prime due gare, ma è sempre arrivato al traguardo in una posizione più bassa di quella iniziale. Con il sesto posto, Russell ottiene un piazzamento tra i primi sei in entrambe le gare fin qui disputate. Norris conclude ottavo e segna dodici punti nelle prime due gare della stagione dopo che nel 2023 gliene sono servite otto per segnare gli stessi punti. Hamilton, nono, termina a punti per la quarta volta in altrettante edizioni della gara Saudita, ma da cinque gare non ottiene un piazzamento nelle prime sei posizioni. Hülkenberg, decimo, termina una striscia di venti gare senza conquistare punti, escludendo le Sprint. Grazie al risultato del tedesco, la Haas ottiene punti in questo appuntamento per la terza edizione consecutiva. L'undicesima posizione di Albon è il miglior risultato per la Williams dalla nona piazza dello stesso thailandese nel Gran Premio di Città del Messico 2023. Magnussen e Tsunoda terminano rispettivamente dodicesimo e quattordicesimo come nel precedente Gran Premio del Bahrein, prima che il giapponese fosse penalizzato di cinque secondi. La tredicesima posizione di Ocon è il miglior risultato per l'Alpine in stagione.
Verstappen diventa il pilota di maggior successo nella gara saudita, triofando più di una volta dopo le precedenti tre edizioni caratterizzate da tre vincitori diversi. Egli ottiene il centesimo podio in carriera, ed è il settimo pilota differente a raggiungere questo traguardo nella storia del mondiale. L'olandese, che ottiene la nona vittoria consecutiva, per la seconda striscia più lunga di sempre, al pari di Sebastian Vettel, estende a quarantatré gare, la seconda striscia più lunga di tutti i tempi, nel quale ottiene punti consecutivamente, con la serie iniziata nel Gran Premio dell'Emilia-Romagna 2022. Verstappen, che non aveva mai vinto le prime due gare del campionato, conduce la classifica piloti e sorpassa Ayrton Senna per quanto riguarda la percentuale tra gare corse da leader della classifica generale e di quelle disputate in carriera (29,81%). Il tre volte campione del mondo partecipa al successivo Gran Premio d'Australia senza che si sia ritirato per due anni dallo stesso appuntamento.
Bearman, settimo, è il trecentocinquantaduesimo pilota a punti nella storia della categoria, il primo di nazionalità britannica da Russell nel Gran Premio di Sakhir 2020, e il sessantottesimo a ottenere punti nella gara d'esordio, il primo britannico a riuscirci da Paul di Resta nel Gran Premio d'Australia 2011. È il primo pilota a punti nella gara d'esordio da Nyck de Vries nel Gran Premio d'Italia 2022. Bearman ottiene il riconoscimento quale pilota del giorno alla sua prima gara dopo lo stesso De Vries nello stesso Gran Premio, il ventiseiesimo pilota differente votato pilota del giorno e il quarto britannico diverso dopo Hamilton, Norris e Russell. Egli è il più giovane pilota Ferrari a punti e il terzo più giovane della storia dopo Verstappen nel Gran Premio della Malesia 2015 e Stroll nel Gran Premio del Canada 2017. Bearman diventa il quarto pilota consecutivo a conquistare punti al suo debutto in un Gran Premio con la Ferrari, dopo Ignazio Giunti e Clay Regazzoni nel 1970, e Arturo Merzario nel 1972. Quattro piloti britannici ottengono punti nella stessa gara per la prima volta dal Gran Premio di Francia 1968 con John Surtees, Jackie Stewart, Vic Elford e Piers Courage. È stato il più veloce Gran Premio d'Arabia Saudita della storia sul tempo della distanza di gara, dopo il suo debutto nella stagione 2021, corso alla media di 229,270 km/h.
Sono stati cancellati 16 tempi dai commissari sportivi ai piloti per non aver rispettato i limiti della pista, durante la gara. Si sono visti cancellare il tempo quattro volte Kevin Magnussen (due volte alla curva 4, una volta alla curva 23 e una volta alla curva 5), tre volte Alexander Albon (due volte alla curva 2 e una volta alla curva 4), due volte Oscar Piastri (entrambe le volte alla curva 2), una volta Nico Hülkenberg (alla curva 2), Lando Norris (alla curva 23), Valtteri Bottas (all'entrata della pit lane), Yuki Tsunoda (alla curva 2), Max Verstappen (alla curva 23), Daniel Ricciardo (alla curva 4) e George Russell (alla curva 4).

### Risultati
I risultati del Gran Premio sono i seguenti:
| Pos | Nº | Pilota           | Costruttore                  | Giri | Tempo/Ritiro | Griglia | Punti |
| --- | -- | ---------------- | ---------------------------- | ---- | ------------ | ------- | ----- |
| 1   | 1  | Max Verstappen   | Red Bull Racing-Honda RBPT   | 50   | 1h20'43"273  | 1       | 25    |
| 2   | 11 | Sergio Pérez     | Red Bull Racing-Honda RBPT   | 50   | +13"643      | 3       | 18    |
| 3   | 16 | Charles Leclerc  | Ferrari                      | 50   | +18"639      | 2       | 16    |
| 4   | 81 | Oscar Piastri    | McLaren-Mercedes             | 50   | +32"007      | 5       | 12    |
| 5   | 14 | Fernando Alonso  | Aston Martin Aramco-Mercedes | 50   | +35"759      | 4       | 10    |
| 6   | 63 | George Russell   | Mercedes                     | 50   | +39"936      | 7       | 8     |
| 7   | 38 | Oliver Bearman   | Ferrari                      | 50   | +42"679      | 11      | 6     |
| 8   | 4  | Lando Norris     | McLaren-Mercedes             | 50   | +45"708      | 6       | 4     |
| 9   | 44 | Lewis Hamilton   | Mercedes                     | 50   | +47"391      | 8       | 2     |
| 10  | 27 | Nico Hülkenberg  | Haas-Ferrari                 | 50   | +1'16"996    | 15      | 1     |
| 11  | 23 | Alexander Albon  | Williams-Mercedes            | 50   | +1'28"354    | 12      |       |
| 12  | 20 | Kevin Magnussen  | Haas-Ferrari                 | 50   | +1'45"737    | 13      |       |
| 13  | 31 | Esteban Ocon     | Alpine-Renault               | 49   | +1 giro      | 17      |       |
| 14  | 2  | Logan Sargeant   | Williams-Mercedes            | 49   | +1 giro      | 19      |       |
| 15  | 22 | Yuki Tsunoda     | RB-Honda RBPT                | 49   | +1 giro      | 9       |       |
| 16  | 3  | Daniel Ricciardo | RB-Honda RBPT                | 49   | +1 giro      | 14      |       |
| 17  | 77 | Valtteri Bottas  | Kick Sauber-Ferrari          | 49   | +1 giro      | 16      |       |
| 18  | 24 | Zhou Guanyu      | Kick Sauber-Ferrari          | 49   | +1 giro      | 20      |       |
| Rit | 18 | Lance Stroll     | Aston Martin Aramco-Mercedes | 5    | Incidente    | 10      |       |
| Rit | 10 | Pierre Gasly     | Alpine-Renault               | 1    | Cambio       | 18      |       |

Charles Leclerc riceve un punto addizionale per aver segnato il giro più veloce della gara.

## Classifiche mondiali

### Piloti
| Pos | Pilota           | Punti |
| --- | ---------------- | ----- |
| 1   | Max Verstappen   | 51    |
| 2   | Sergio Pérez     | 36    |
| 3   | Charles Leclerc  | 28    |
| 4   | George Russell   | 18    |
| 5   | Oscar Piastri    | 16    |
| 6   | Carlos Sainz Jr. | 15    |
| 7   | Fernando Alonso  | 12    |
| 8   | Lando Norris     | 12    |
| 9   | Lewis Hamilton   | 8     |
| 10  | Oliver Bearman   | 6     |
| 11  | Nico Hülkenberg  | 1     |
| 12  | Lance Stroll     | 1     |

### Costruttori
| Pos | Costruttore                  | Punti |
| --- | ---------------------------- | ----- |
| 1   | Red Bull Racing-Honda RBPT   | 87    |
| 2   | Ferrari                      | 49    |
| 3   | McLaren-Mercedes             | 28    |
| 4   | Mercedes                     | 26    |
| 5   | Aston Martin Aramco-Mercedes | 13    |
| 6   | Haas-Ferrari                 | 1     |

## Decisioni della FIA
Al termine della gara, Yuki Tsunoda viene convocato dai commissari sportivi per essere stato rilasciato da parte dei meccanici in condizioni non di sicurezza, al termine di un pit stop. Il pilota giapponese della RB viene penalizzato di cinque secondi sul tempo di gara. Tsunoda, quattordicesimo all'arrivo, scala di una posizione. Lando Norris non riceve sanzioni dai commissari dopo che le immagini hanno mostrato che la vettura si sia mossa prima che fosse stato dato il segnale di partenza. Tuttavia, il transponder installato sulla vettura non ha indicato una partenza anticipata.